# Пурэвдорджийн Орхон
Пурэвдорджийн Орхон (монг. Пүрэвдоржийн Орхон, родилась 25 декабря 1993 года в Увурхангайском аймаке Монголии) — монгольская спортсменка (вольная борьба), чемпионка мира 2017 года в весовой категорий до 63 кг.

## Карьера
В 2016 году в финале турнира Гран-при Ивана Ярыгина сенсационно победила японку Каори Итё со счетом 10-0. В 2017 году на чемпионате мира в Париже выступала в весовой категорий 63 кг. В 1/16 финала победила шведку Ханну Йохансон. В четвертьфинале победила нигерийку Блессинг Обородуду, в полуфинале была повержена колумбийка Жакелине Рентерия. В финале со счётом 6-3 победила украинку Юлию Ткач.